# 2012–2013-as cseh labdarúgó-bajnokság (első osztály)
A 2012–2013-as cseh labdarúgó-bajnokság a cseh labdarúgó-bajnokság legmagasabb osztályának 20. alkalommal megrendezett bajnoki éve volt. A pontvadászat 16 csapat részvételével, 2012. július 27-én indult és 2013. június 1-jén ért véget.
A bajnoki címet a Viktoria Plzeň csapata nyerte, mely a klub történetének 2. bajnoki címe. A České Budějovice és a Hradec Králové kiesett az élvonalból.

## A bajnokság rendszere
A pontvadászat 16 csapat részvételével zajlott, a csapatok őszi–tavaszi lebonyolításban oda-visszavágós, körmérkőzéses rendszerben mérkőztek meg egymással. Minden csapat minden csapattal két alkalommal játszott, egyszer pályaválasztóként, egyszer pedig idegenben.
A pontvadászat végső sorrendjét a 30 bajnoki forduló mérkőzéseinek eredményei határozták meg a szerzett összpontszám alapján kialakított rangsor szerint. A mérkőzések győztes csapatai 3 pontot, döntetlen esetén mindkét csapat 1-1 pontot kapott. Vereség esetén nem járt pont.

## Változások a 2011–12-es szezont követően
Búcsúzott az élvonaltól
- Bohemians 1905 15. helyezettként.
- Viktoria Žižkov 16. helyezettként.

Feljutott az élvonalba
- Ústí nad Labem, a másodosztály (Druhá liga) bajnoka. Az induláshoz való licencet azonban nem kapta meg, mivel a stadionjának állapota nem felelt meg az első osztály előírásainak.[1]
- Vysočina Jihlava a másodosztály 2. helyezettjeként.
- Zbrojovka Brno a másodosztály 4. helyezettjeként.

## A bajnokság végeredménye
|     | #   | Csapat           | P  | M  | Gy | D  | V  | RG | KG | GK  |
| --- | --- | ---------------- | -- | -- | -- | -- | -- | -- | -- | --- |
| CZE | 1.  | Viktoria Plzeň   | 65 | 30 | 20 | 5  | 5  | 54 | 21 | +33 |
|     | 2.  | Sparta Praha     | 63 | 30 | 19 | 6  | 5  | 55 | 23 | +32 |
|     | 3.  | Slovan Liberec   | 54 | 30 | 16 | 6  | 8  | 46 | 34 | +12 |
|     | 4.  | Baumit Jablonec  | 49 | 30 | 13 | 10 | 7  | 49 | 41 | +8  |
|     | 5.  | Sigma Olomouc    | 47 | 30 | 13 | 8  | 9  | 38 | 29 | +9  |
|     | 6.  | Dukla Praha      | 46 | 30 | 11 | 13 | 6  | 48 | 37 | +11 |
|     | 7.  | Slavia Praha     | 42 | 30 | 11 | 9  | 10 | 41 | 32 | +9  |
|     | 8.  | Mladá Boleslav   | 38 | 30 | 10 | 8  | 12 | 34 | 43 | −9  |
|     | 9.  | Slovácko         | 37 | 30 | 10 | 7  | 13 | 37 | 41 | −4  |
|     | 10. | Vysočina Jihlava | 36 | 30 | 7  | 6  | 12 | 28 | 34 | -6  |
|     | 11. | Příbram          | 32 | 30 | 7  | 11 | 12 | 27 | 39 | −12 |
|     | 12. | Teplice          | 32 | 30 | 8  | 8  | 14 | 36 | 47 | −11 |
|     | 13. | Zbrojovka Brno   | 32 | 30 | 9  | 5  | 16 | 34 | 53 | −19 |
|     | 14. | Baník Ostrava    | 29 | 30 | 7  | 8  | 15 | 34 | 44 | −10 |
|     | 15. | České Budějovice | 26 | 30 | 7  | 5  | 18 | 24 | 49 | −25 |
|     | 16. | Hradec Králové   | 25 | 30 | 5  | 10 | 15 | 27 | 44 | −17 |

|  | 1. liga bajnoka, 2013–14-es UEFA-bajnokok ligája – 2. selejtezőkör |
|  | 2013–14-es Európa-liga#3. selejtezőkör – 3. selejtezőkör           |
|  | 2013–14-es Európa-liga#2. selejtezőkör – 2. selejtezőkör           |
|  | Kiesett a másodosztályba                                           |

- A Viktoria Plzeň a 2012-13-as szezon bajnoka.
- A Viktoria Plzeň részt vett a 2013–14-es UEFA-bajnokok ligájában.
- A Sparta Praha, a Slovan Liberec és a Baumit Jablonec részt vett a 2013–14-es Európa-ligában.
- A České Budějovice és a Hradec Králové kiesett a másodosztályba (Druhá liga).